# 백자 상감모란잎문 편병
백자 상감모란잎문 편병(白磁 象嵌牡丹葉文 扁甁)은 상감기법으로 모란과 잎 무늬를 새긴, 조선 초기의 백자 편병이다. 대한민국의 보물 제791호이다.
몸체의 양면을 편평하게 만들고, 굽다리와 입을 따로 만들어 붙였다. 굽은 타원형이며, 모래받침으로 구웠던 흔적이 남아 있다. 문양은 흑상감으로 양쪽 면 가장자리에 각각 2줄과 3줄의 원을 두르고, 둥근 면 중심에도 2줄씩의 원을 나타냈으며 그 사이에 모란엽문을 배치하였다. 각 모란엽 중심에서 선상의 당초문이 한 두 가지씩 뻗어 나오게 나타낸 부분도 있다. 편병의 벽과 굽다리는 모두 두꺼우며, 태토는 담회색이고, 유색은 담회백색으로 전면에 고르게 칠해졌다. 15세기 중반 광주 일대의 우산리 번천리 등의 상감백자 가마에서 제작한 것으로, 편병에 이처럼 대범하게 문양을 새긴 예는 드물다. 야외용의 술 물을 담은 병으로 쓰였다.

## 주해
1. ↑  병의 앞뒤가 둥글납작하고 목이 짧은 병을 편병(扁甁)이라 한다.

## 참고 자료
- 백자 상감모란잎문 편병 - 국가유산청 국가유산포털

 본 문서에는 서울특별시에서 지식공유 프로젝트를 통해 퍼블릭 도메인으로 공개한 저작물을 기초로 작성된 내용이 포함되어 있습니다.